# LISTENERS リスナーズ
『LISTENERS リスナーズ』は、MAPPA制作による日本のテレビアニメ作品。2020年4月から6月まで毎日放送・TBS『アニメイズム』B1ほかにて放送された。
とある少年が身体にインプットジャックが空いた謎の少女であるミュウと出会って、共に世界を旅していくストーリーが描かれる。

## 制作
メディアミックスプロジェクト「カゲロウプロジェクト」を手掛けたじんが、ストーリー原案や音楽を担当するオリジナルロボットアニメ。物語はロック史の伝説をモチーフとしている。
公式サイトでは、それぞれの回がモチーフとしたアーティストや楽曲が解説されている。

## あらすじ
人類が「ミミナシ」という謎の生命体に脅かされる世界。ミミナシに対抗して戦えるのは、戦闘メカ「イクイップメント」。そのイクイップメントとプラグインし、操ることのできるのは「祈手（プレイヤー）」という能力者であった。
リバチェスタという街で暮らす少年エコヲは10年前、ミミナシと戦ったジミに憧れを抱いていた。ある日、エコヲはスクラップ山で記憶喪失の少女を発見する。彼女は腰にアウトプットジャックを持つプレイヤーだった。翌日、街はミミナシの大群に襲われるが、少女はエコヲ自作のイクイップメントを操りミミナシを殲滅。エコヲは彼女をミュウと名付ける。二人は街を飛び出し、ミュウの記憶やジミを探す旅に出る。

## 登場人物
エコヲ・レック
声 - 村瀬歩
リバチェスタに住む本作の主人公。ジャンク拾いを生業としているが、時折お宝と称してパーツをくすね、自作のアンプを作っている。
プレイヤーと呼ばれる存在にあこがれを抱いている。性格は弱気ではあるが、イクイップメントとプレイヤーに対しての情熱は高い。
ミュウ
声 - 高橋李依
記憶喪失の少女。ジャンクの山からエコヲに拾われる。名前はエコヲによって名付けられた。
プレイヤーではあるが、自らがプレイヤーであるということはエコヲに聞くまでわからず、エコヲの持っている図鑑にも彼女の情報が載っていない。腰の部分にインプットジャックがあり、真空管の首飾りが首に掛けられている。
性格は強気で、なし崩し的にエコヲと共に自分の記憶を取り戻す旅に付き合わせてしまう。
ニル
声 - 釘宮理恵
名前はアメリカのグランジバンド、ニルヴァーナから。戦闘メカ操縦時に発する台詞は、ニルヴァーナの曲、Smells Like Teen Spiritの歌詞である（銃に弾を込めて仲間を連れてくるんだ。何かを失うのも自分を偽るのもすごく楽しい。明かりを消せばもう危ないことなんて無い。僕らはここにいる。楽しませてくれよ。エンターテインアス！）
ロズ
声 - 花澤香菜
名前はイギリスのロックバンド、ピンクフロイドのメンバー、ロジャー・ウォータースから。
殿下
声 - 諏訪部順一
名前はプリンスに対する敬称からで、アメリカのミュージシャン、プリンスに掛けられている。身体には特徴的な形状の全身アクセサリーを装着しているが、これはプリンスの14枚目のアルバム「Love Symbol」のシンボルマークであり1993年から1999年までの名前（the Artist Formerly Known As Prince時代）をモチーフとしたものである。
リッチー
声 - 上村祐翔
名前はセックス・ピストルズのベーシスト、シド・ヴィシャスの本名ジョン・サイモン・リッチーから。
ライド
声 - 八代拓
名前はセックス・ピストルズのボーカル、ジョニー・ロットンの本名ジョン・ライドンから。
ジャニス
声 - 上田麗奈
ジミ・ストーンフリーの妹。名前はアメリカのブルースロックシンガー、ジャニス・ジョプリンから。
ロバート
声 - 銀河万丈
ジミ・ストーンフリーとジャニスの祖父。名前はアメリカのブルースシンガー、ロバート・ジョンソンから。
ホール
声 - 下野紘
名前はニルヴァーナのフロントマン・カートコバーンの妻であるコートニーラブの所属バンド、ホールから。ニルのことを良いように利用している。
キム
声 - 田中敦子
名前は、オルタナティブ・ロック・バンド、ソニック・ユースのメンバー、キム・ゴードンから。
ウェンディ
声 - 本名陽子
名前は、元プリンス＆ザ・レボリューションのメンバーで、1987年にデビューしたデュオ「Wendy & Lisa」から。
リサ
声 - ゆかな
名前は、元プリンス＆ザ・レボリューションのメンバーで、1987年にデビューしたデュオ「Wendy & Lisa」から。
レオ・マーシャル
声 - 千葉繁
名前は、アンプを製造する会社のマーシャル・アンプリフィケーション社、および創業者でミュージシャンのジム・マーシャルと、楽器メーカーのフェンダー社の創業者レオ・フェンダーから。
アイン・ノイバウテン
声 - 大原さやか
ノイズ三姉妹の長女。名前はドイツのノイズバンド、アインシュテュルツェンデ・ノイバウテンから。顔を覆う布には、アインシュテュルツェンデ・ノイバウテンのバンドロゴをモチーフとしたマークが記されている。サインは名前を筆記体にしてハートを加え、踊っている人状にしたもの。
シュテュル・ノイバウテン
声 - 日笠陽子
ノイズ三姉妹の次女。名前はドイツのノイズバンド、アインシュテュルツェンデ・ノイバウテンから。サインは名前に星とハットを加えて笑顔状にしたもの。
ツェンデ・ノイバウテン
声 - 黒沢ともよ
ノイズ三姉妹の三女。名前はドイツのノイズバンド、アインシュテュルツェンデ・ノイバウテンから。サインは名前を音符状にして笑顔マークを加えたもの。
スエル・レック
声 - 佐藤利奈
エコヲの姉。リバチェスタでバー『オアシス』を営んでいる。
マッギィ
声 - チョー
リバチェスタの町長。過去に起こった出来事をきっかけに、プレイヤーとイクイップメントの存在を毛嫌いしており、ミュウにも冷たい態度を取った。名前は、1983年にイギリスで設立されたインディーズ・レーベル、クリエイション・レコーズの設立者アラン・マッギーから。
サリー・シンプソン
声 - 島袋美由利
名前はイギリスのロックバンド、ザ・フーのアルバム「トミー」の登場人物、サリー・シンプソンから
トミー・ウォーカー
声 - 中村悠一
名前はイギリスのロックバンド、ザ・フーのアルバム「トミー」の登場人物、トミー・ウォーカーから。
エース元帥
声 - 大塚芳忠
ベスパに酷似した動力付き車イスに座っている。名前はイギリスのロックバンド、ザ・フーのアルバム「四重人格」を元に製作された映画「さらば青春の光」の登場人物であるモッズのカリスマ、エース・フェイスから。
ビリン・ヴァレンタイン
声 - 水樹奈々
名前はアイルランドのバンド、マイ・ブラッディ・ヴァレンタインのメンバー、ビリンダ・ブッチャーから。戦闘メカ操縦時などに発する英語の台詞は、マイ・ブラッディ・ヴァレンタインの曲名である（"You Made Me Realize"、"Feed Me With Your Kiss"、"I Can See It, But I Can't Feel It" など）。
ケヴィン・ヴァレンタイン
声 - 山寺宏一
名前はアイルランドのバンド、マイ・ブラッディ・ヴァレンタインのメンバー、ケヴィン・シールズから。
ジミ・ストーンフリー
声 - 福山潤
名前はアメリカのギタリスト、ジミ・ヘンドリックスと彼の楽曲、ストーンフリーから。伝説のプレイヤーであり、失踪している

## 戦闘メカ（イクイップメント）
通常はAMP（ギターアンプ状の形状）だが、戦闘時にはロボット状のギグフォルムとなる。
AC-30（エーシー・サーティー）
エコヲとミュウの搭乗機。AMPはVOX社のAC-30。ミュウとの接続プラグを"NORMAL"ジャックから"TOP BOOST"ジャックに接続しなおすことで、大きなエネルギーを開放する"TOP BOOST"を使用することが出来る。
BOGNER ROSA（ボグナー・ローザ）
アイン・ノイバウテンの搭乗機。名前はブティック系ギターアンプ製造メーカーBogner Amplificationと、ドイツ語でピンク色を意味するRosaから。
FRIEDMAN GRÜN（フリードマン・グルン）
シュテュル・ノイバウテンの搭乗機。名前はブティック系ギターアンプ製造メーカーFriedman Amplificationと、ドイツ語で緑色を意味するGrünから。
LEEJACK GELB（リージャック・ゲルプ）
ツェンデ・ノイバウテンの搭乗機。名前はギターアンプ改造者であり、MetaltronixやLee Jacksonアンプの開発者であるLee Jacksonと、ドイツ語で黄色を意味するGelb（ゲルプ）から。
SUE（スー）
ビリンとケヴィンの搭乗機。AMPはHIWATT社のCUSTOM DR103。名前はマイ・ブラッディ・ヴァレンタインの曲名 "Sueisfine" から。
MELVIN（メルヴィン）
ニルの搭乗機。名前はアメリカのグランジバンド、メルヴィンズから。
MESA（メサ）
殿下の搭乗機。別名「銀河宮殿」とも呼ばれる、ペイズリー・パークの上空に浮かぶ超巨大イクイップメント。名前はギターアンプ製造メーカー、メサブギーから。
HONEYMOON EXPRESS（ハネムーン・エキスプレス）
ウェンディとリサの搭乗機。名前はアメリカのデュオWendy & Lisaの楽曲、Honeymoon Expressから。
THE WALL（ザ・ウォール）
ロズの搭乗機。都市型の超巨大イクイップメント。名前はイギリスのロックバンド、ピンクフロイドのアルバム「The Wall」から。
SPITFIRE（スピットファイア）
トニー・ウォーカーの搭乗機。名前はイギリスの戦闘機スーパーマリン スピットファイアと、アメリカのアンプ製造メーカーであるマッチレス・アンプ社製のギターアンプ「Spitfire」シリーズから。
DUEL SHOWMAN（デュエル・ショウマン）
ジミ・ストーンフリーの搭乗機。AMPはFENDER社のDual Showman。

## スタッフ
- 原案 - 1st PLACE[4]
- 原作 - 1st PLACE[4]、スロウカーブ[4]、Story Riders[4]
- 企画・プロデュース - スロウカーブ[4]
- 監督 - 安藤裕章[4]
- ストーリー原案 - じん[4]、佐藤大[4]、橋本太知[4]
- シリーズ構成 - 佐藤大[4]
- 脚本 - じん、佐藤大、宮昌太朗
- キャラクターデザイン - pomodorosa[4]
- アニメーションキャラクターデザイン - 鎌田晋平[4]
- サブキャラクターデザイン - 小泉初栄[4]、高原修司[4]
- メカニックデザイン - 寺尾洋之[4]
- 色彩設計 - 末永絢子[4]
- 美術監督 - 谷岡善王[4]
- 撮影監督 - 柳田貴志[4]
- CGI監修 - 川原智弘[4]
- CGIディレクター - 後藤泰輔[4]
- 3DCG - しいたけデジタル[4]
- 編集 - 武宮むつみ[4]
- 音響監督 - 小泉紀介[4]
- 音響効果 - 西村睦弘[4]
- 音響制作 - dugout[4]
- 楽曲プロデュース - じん[4]
- 音楽 - L!th!um[4]
- 音楽制作 - DMM music[4]、清水聖太郎[4]
- 音楽プロデューサー - 中川岳、藤江将希
- プロデューサー - 高篠秀一、亀井博司、尾畑聡明
- クリエイティブプロデューサー - 橋本太知
- アニメーションプロデューサー - 小川崇博
- アニメーション制作 - MAPPA[4]
- 製作 - LISTENERS 製作委員会（DMM pictures、MBS、スロウカーブ）

## 主題歌
じんが主題歌全曲の作詞・作曲・プロデュースを手掛けており、エンディングテーマはミュウ（高橋李依）の歌唱による各話ごとに異なる楽曲となっている。
「Into the blue's」
ACCAMERの歌唱によるオープニングテーマ、編曲は菅波栄純とじん。
| 話数    | タイトル                      | 編曲  |
| ------- | ----------------------------- | ----- |
| TRACK02 | Muse                          | zukio |
| TRACK03 | Borders                       | じん  |
| TRACK04 | Slip out!                     | じん  |
| TRACK05 | Rainy lain                    | zukio |
| TRACK06 | Top of ocean                  | zukio |
| TRACK07 | Trauma                        | じん  |
| TRACK08 | Dilemma                       | じん  |
| TRACK09 | Fairy tale                    | zukio |
| TRACK10 | Slumber                       | zukio |
| TRACK11 | Love song                     | じん  |
| TRACK12 | Listeners                     | じん  |
| TRACK13 | Into the blue's (modern ver.) | じん  |

## 各話リスト
| 話数    | サブタイトル                                         | 絵コンテ                              | 演出                              | 作画監督                                                | 総作画監督                 | 初放送日      |
| ------- | ---------------------------------------------------- | ------------------------------------- | --------------------------------- | ------------------------------------------------------- | -------------------------- | ------------- |
| TRACK01 | リヴ・フォーエヴァー Live Forever                    | 安藤裕章                              | 石田貴史                          | 小泉初栄 高原修司 杉野信子 岡崎洋美 高乗陽子            | 鎌田晋平                   | 2020年 4月4日 |
| TRACK02 | 半分人間 HALBER MENSCH                               | 松尾衡                                | 後藤康徳                          | 高乗陽子 かどともあき 小泉初栄                          | 小泉初栄                   | 4月11日       |
| TRACK03 | ユー・メイド・ミー・リアライズ You Made Me Realise   | 松尾衡                                | 新井宣圭                          | 杉野信子 石川洋一 岡崎洋美 齊藤香織                     | 鎌田晋平 高原修司          | 4月18日       |
| TRACK04 | ティーン・スピリット TEEN SPIRIT                     | 植田洋一                              | 後藤康徳 Lim Jin-wook GWAK NO SOO | Jang Sang-mi Jung Jin-young HA HYUNG OOK                | 小泉初栄                   | 4月25日       |
| TRACK05 | ビートに抱かれて When Doves Cry                      | 宇田鋼之介                            | 宇田鋼之介                        | 杉野信子 高乗陽子                                       | 鎌田晋平 高原修司          | 5月2日        |
| TRACK06 | グッバイ・ブルー・スカイ Goodbye Blue Sky            | 新井宣圭                              | 新井宣圭 GWAK NO SOO Lim Jin-wook | HA HYUNG OOK Jang Sang-mi Jung Jin-young                | 小泉初栄                   | 5月9日        |
| TRACK07 | 怒りの日 problems                                    | 二瓶勇一                              | 石田貴史                          | 柳瀬譲二 髙橋七美 高乗陽子 清水陽一 川元まりこ 齊藤香織 | 鎌田晋平 高原修司          | 5月16日       |
| TRACK08 | リアル・ミー The real me                             | 篠原俊哉                              | 後藤康徳                          | 柳瀬譲二 かどともあき 窪敏 岡崎洋美                     | 小泉初栄                   | 5月23日       |
| TRACK09 | 自由 FREEDOM                                         | 久保雄介                              | 久保雄介                          | 豊田暁子 川元まりこ 杉野信子 高乗陽子                   | 鎌田晋平 高原修司          | 5月30日       |
| TRACK10 | クロスロード・ブルース Cross Road Blues              | 二瓶勇一                              | 後藤康徳 Lim Jin-wook GWAK NO SOO | Jang Sang-mi Jung Jin-young HA HYUNG OOK                | 小泉初栄                   | 6月6日        |
| TRACK11 | アイ・アム・ザ・レザレクション I AM THE RESURRECTION | 関野関十                              | 関野関十                          | 清水陽一 岡崎洋美 窪敏 髙橋七美 かどともあき            | 鎌田晋平 高原修司          | 6月13日       |
| TRACK12 | ハロー・グッドバイ HELLO, GOODBYE                    | 石田貴文 宇田鋼之介 久保雄介 安藤裕章 | 石田貴史                          | 杉野信子 柴田志朗 柳瀬譲二 井元一彰 高乗陽子            | 鎌田晋平 小泉初栄 高原修司 | 6月20日       |
| TRACK13 | トゥモロー・ネバー・ノウズ TOMORROW NEVER KNOWS      | 石田貴文 宇田鋼之介 久保雄介 安藤裕章 | 石田貴史                          | 杉野信子 柴田志朗 柳瀬譲二 井元一彰 高乗陽子            | 鎌田晋平 小泉初栄 高原修司 | 6月20日       |

## 放送局
| 放送期間                                              | 放送時間                     | 放送局    | 対象地域   | 備考                                 |
| ----------------------------------------------------- | ---------------------------- | --------- | ---------- | ------------------------------------ |
| 2020年4月4日 - 6月20日                                | 土曜 1:55 - 2:25（金曜深夜） | 毎日放送  | 近畿広域圏 | 製作参加 / 字幕放送                  |
|                                                       |                              | TBSテレビ | 関東広域圏 | 字幕放送                             |
|                                                       | 土曜 2:30 - 3:00（金曜深夜） | BS-TBS    | 日本全域   | BS/BS4K放送                          |
| 2020年4月7日 - 6月23日                                | 火曜 22:30 - 23:00           | AT-X      | 日本全域   | CS放送 / 字幕放送 / リピート放送あり |
| 毎日放送、TBSテレビ、BS-TBSでは『アニメイズム』B1枠。 |                              |           |            |                                      |

インターネットでは同年4月4日よりAmazonプライム・ビデオにて、地上波放送より先行して配信。

## BD
| 巻 | 発売日        | 収録話         | 規格品番  |
| -- | ------------- | -------------- | --------- |
| 1  | 2020年7月29日 | 第1話 - 第6話  | DMPXA-120 |
| 2  | 2020年8月26日 | 第7話 - 第12話 | DMPXA-122 |